# Gold Rush Scenes in the Klondike
Gold Rush Scenes in the Klondike je americký němý film z roku 1899. Režisérem je Robert K. Bonine (1862–1923) a Thomas Crahan (1859–1939). Film trvá necelé dvě minuty a jedná se o jeden z prvních dokumentárních filmů v pravém slova smyslu.
V roce 1896 vypukla v oblasti Klondike zlatá horečka. Film měl na rozdíl od Chaplinova filmu Zlaté opojení (1925) možnost ukázat reálnou situaci a posloužit jako varování americkým občanům před nebezpečím, které s sebou nese hledání zlata. 

## Děj
Film se skládá z pěti částí. První záběr ukazuje noviny s frázemi „hladomor na Klondiku“, „vysoké ceny potravin“ či „příčina: příliv těžařů“. Druhý záběr ukazuje ulici tzv. houbového města (angl. boomtownu), tedy města, které se rychle rozrůstá jako houba po dešti. Třetí záběr ukazuje dělníky kráčející po ulici. Na čtvrtém záběru je vor, na kterém je pět mužů, kteří se potýkají se zvláště prudkými proudy řeky Yukon. Na posledním záběru je několik mužů pracujících na stavbě.
Sestava několika scén, které dávají smysl pouze spojením dohromady, byla novinkou v kinematografii. Později se do němých filmů vkládaly mezi záběry „karty“ s texty dialogů nebo vysvětleními.